# بروكينوسوكوس
البروكينوسوكوس هو نوع منقرض من كلبيات الأسنان تعود بنشأتها إلى العصر البرمي المتأخر وتُعتبر من أقدم كلبيات الأسنان وأكثرها قاعديةً. تم العثور على بقايا البروكينوسوكوس في ألمانيا وزامبيا وجنوب إفريقيا وكان طوله بحوالي 60 سم (2 قدم).

## علم أحياء الحفريات
نسبةً لكونه واحد من أقدم كلبيات الأسنان فإن البروكينوسوكوس يشتمل على العديد من المزايا البدائية إلا أنه يشتمل على ميزات تميزه عن أوائل الثيرابسيدات الأخرى. تم تفسير بعض من هذه المزايا على أنه سلوك تأقلمي مع البيئة نصف المائية. على سبيل المثال، تسمح النواتئ المفصلية الواسعة للفقاريات بدرجة عالية من المرونة الجانبية وربما لجأ البروكينوسوكوس إلى الحركة الثعبانية أو التموج الشبيه بتموج الأنقليس في السباحة عبر الماء. عادةً ما يكون ذيل البروكينوسوكوس طويل نسبةً لكلبيات الأسنان. تعطي الأقواس العائية الطويلة الذيل مساحة جانبية واسعة لدفع أكبر عبر الماء. قد تكون عظام القدم المسطحة نسبياً تكيف مع السباحة أيضاً إذ تستخدم القدمين بمثابة المجاذيف. يعتبر وجود الحواف على عظم الفخذ مؤشر لوجود عضلات عاطفة قوية التي من شأنها أن تثبت الساق خلال السباحة التي تحركها الأطراف. عندما يتم سحب الفخذ للخلف في الماء تميل الساق السفلية للانحناء للأمام. العضلات العاطفة القوية ستسحب الساق السفلية للخلف مع الفخذ مما يوفر دفعة قوية للخلف وهي الدفعة المطلوبة للسباحة.

## الاكتشاف
تم تسمية البروكينوسوكوس من قبل عالم إحاثة من جنوب إفريقيا روبرت بروم في عام 1937. كما أطلق عليها بروم اسم كلبيات الأسنان في عام 1931. تم تسمية جنس آخر وهو الباراثريناكسودون من قبل بارينغتون في عام 1936 وتعتبر هذه الأجناس الآن مرادفات للبروكينوسوكوس باعتبار أنها تمثل الحيوان نفسه. بموجب القانون الدولي للتسمية الحيوانية (ICZN) فإن هذين الاسمين لهما الأسبقية على البروكينوسوكوس لأنه تم ابتكارهما في وقت سابق له ولكن نادراً ما تم استعمال اسم كلبيات الأسنان أو الباراثريناكسودون بعد ابتكارهما بينما أصبح اسم بروكينوسوكوس واسع الانتشار في الأدبيات العلمية منذ ذلك الحين. اقترح بعض العلماء في حالة تم إحضارها إلى ICZN في عام 2009 أن بروكينوسوكوس يجب أن يكون اسم محفوظ مما يجعل من كلبيات الأسنان أو الباراثريناكسودون أسماء مرفوضة.  قامت ال ICZNفي عام 2010 بجعل البروكينوسوكوس اسم محفوظ بشكل رسمي.